# Micol Ronchi
Micol Ronchi (Monza, 16 de Abril de 1987) é uma modelo e actriz italiana. Foi Coelhinha da Playboy.

## Biografia
Nascida em Monza em 1987, ele vive e trabalha em Milão e Roma.

### Moda
Nascido em Monza, Micol Ronchi se diploma em Espanha e está a estudar no curso de licenciatura na Universidade de Mediação Cultural a Milão. Aos 19 anos (en 2006) Ronchi começou sua carreira como modelo, e foi contratado como o protagonista de grandes campanhas publicitárias de moda incluindo RobediKappa, Giancarlo Paoli e Nando Muzi e vários comerciais, incluindo Nissan Micra, Ikea, Amaro Ramazzotti. Micol trabalha como um modelo com grandes fotógrafos como David Cerati, Jacopo Manfren, Maurizio Melozzi e Enrico Lattanzi; em 2007 Ronchi trabalhou como modelo em Paris e como atriz em um filme noir recurso apresentado nos principais festivais europeus. No ano seguinte ela está na capa da revista Must e colaborou várias vezes com Vogue accessori e Vogue gioielli; ambém em 2008, ele trabalhou como atriz no vídeo para a MTV da banda Vallanzaska, no média-metragem HD Roulette e como atriz principal de curta-metragem 35mm Summer Evening.

### Tele
Entre 2006 e 2008 Micol Ronchi estrelou no seriado de Rai 2 7 Vite e Piloti, depois no seriado de Italia 1 Medici miei e depois ela participou como showgirl em dois espectáculos de comédia, SNL Italia em Italia 1 e La Tintoria no Rai 3. Na temporada 2006-2007 Micol foi enviada para Pianeta Mare, programa de Rete 4. Durante a temporada 2007-2008 Ronchi participou no show de Rai 2 Artù como showgirl. Em 2007 ele foi enviada para Talent1, programa de Italia 1. Depois de participar de Veline (programa de Canale 5) no verão de 2008, Ronchi na temporada 2008-2009 foi enviada para programa Questa Domenica (e, portanto, também da véspera de Ano-Novo Questo Capodanno) no Canale 5.
De janeiro de 2009 a abril de 2011 Micol Ronchi serviu no cast fixo do late night show de Mediaset Chiambretti Night com Jonathan Kashanian, Fiammetta Cicogna, Alberto Argentesi e Luca Tassinari; depois na temporada 2011-2012 Ronchi fazia parte, junto com os personagens mencionados e outros parceiros, no spin-off em horário nobre de Italia 1 Chambretti Muzik Show e Chiambretti Sunday Show. De abril de 2009 a junho de 2012, Ronchi fue enviada de Mattino 5 e Pomeriggio 5 para as rubricas de moda e entretenimento: sempre neste período foi parte do elenco fixo do spin off de verão A gentile richiesta (2010), Pomeriggio Cinque Estate (2011) e Pomeriggio Cinque Cronaca (2012) derivada de Pomeriggio 5. Nas temporada 2009-2010 e 2010-2011 Micol participou como showgirl e dançarina no programa Domenica 5 (e, portanto, também de vários véspera de Ano-Novo Capodanno 5) no Canale 5. Como showgirl e dançarina, em dezembro de 2010 ele estava no game show de Italia 1 The Call e em janeiro de 2011 ela estava no variedade de Canale 5 Stasera che sera produzido por Videonews. Em maio de 2011 ele participou no reality show de Italia 1 Uman Take-Control! como jurado com outros personagens. No verão de 2011 ele participou, como modelo, o programa de Italia 1 Tabloid e ela estrelou no sitcom Quelli del Papeete. Entre 2011 e 2013 ela estrelou em várias sitcom de Italia 1, como SMS - Squadra molto speciale, Così fan tutte, Ricci e capricci, SPA com outros personagens. Em maio de 2012, Micol Ronchi participou como showgirl e dançarina no variedade de Italia 1 Colorado - 'Sto classico. Na temporada 2012-2013, ela tem participado em algumas seções do programa Occupy Deejay no canal Deejay TV e, ao mesmo tempo, ele se juntou ao elenco da grupo de dançarinos de 2 variedades de Rai 1 Riusciranno i nostri eroi e Red or Black? - Tutto o niente. Em 2013 ele participou, como showgirl, no programas de Rai 2 Aggratis! e Rai Boh Estate. Na temporada 2013-2014 Ronchi es enviada no programa Lucignolo 2.0 de Italia 1 conduzido por Enrico Ruggeri e Marco Berry.

### Radio
Micol também é apresentador de rádio: na verdade, de fevereiro de 2009 colabora com a Radio m2o realização de "A qualcuno piace breve", e em fevereiro de 2012 também colabora com RadioNumberOne, enquanto que em setembro de 2012 Ronchi participou em programa semanal "La fine del mondo" na Rádio m20 toda quarta-feira ao lado de Alessandro Lippi (mais tarde substituído por Fabio De Vivo) e Selvaggia Lucarelli na condução do programa. Desde 2011 Micol Ronchi também colabora com a Rádio 101, a partir de 2012 leva o coelho engraçado no Radio M2o e para janeiro 2013 também Micol trabalha com Radio Deejay. Ronchi também trabalhou na Rádio DeeJay (no programa "FM"), Radio 2 (no programa "Gli Spostati"),  Radio KissKiss e Radio 105.

### Cinema
Depois de participar, desde 2007, em vários curtas-metragens e espetáculos teatrais, no verão de 2010 Micol Ronchi participa como protagonista de Il profumo dei gerani, filme dirigido por Pasquale Falcone e produzido pela Film Venus ao lado do protagonista Maurizio Casagrande. A seguir Micol Ronchi já atuou em vários filmes no cinema como Una vita da sogno, I 2 soliti idioti, Operazione vacanze, I soliti idioti: Il film, Balla con noi - Let's Dance, Una cella in due.

### Blogger
Em 2009, inspirado por sua situação de trabalho, Micol Ronchi começou uma colaboração com o site da Rumors.it publicação regular de seu rubrica jornalística, como bloggers cáustica e demente, intitulado "Diario di una Coniglia Part-Time", sob o pseudônimo de Madame Lapin. Em 2012 Ronchi abriu um canal youtube "madamelapine" e começou a colaborar com Leonardo.it por cuidar regularmente na rubrica Ele diz Micol (Lo dice Micol), onde, como um blogueiro, lida com moda e entretenimento.

### Playboy International
Micol Ronchi foi notado pelos meios de comunicação italianos e internacionais em massa no início de 2009 porque ele foi escolhido pela Playboy Internacional como Playmate do Mês para n. 2 de Playboy Itália (Fevereiro de 2009). Junto com colegas italianos Sarah Nile e Cristina de Pin (além de alguns colegas de Playboy América incluindo Crystal Harris, Dasha Astafieva, Kristina e Karissa Shannon), Ronchi participou ao lado de Hugh Hefner no Festival de Sanremo em 2009 como um convidado de honra. A seguir Micol Ronchi posou novamente para a Playmate do Mês de Playboy Argentina para n. 40 (Abril de 2009), depois como Playmate do Mês de Playboy Croácia para n. 145 (Junho de 2009), e como um modelo por pictórica para n. 158 de Playboy Rússia (Dezembro de 2009), e também para a sessão de fotos intitulado Playmate da Itália para n. 201 (Junho de 2009) de Playboy Polónia.